# Xanthomelon pachystylum
Xanthomelon pachystylum är en snäckart som först beskrevs av Ludwig Pfeiffer 1845.  Xanthomelon pachystylum ingår i släktet Xanthomelon och familjen Camaenidae. Inga underarter finns listade i Catalogue of Life.